# Portada/article novembre 10

## Montserrat Roig i Fransitorra
Montserrat Roig i Fransitorra (Barcelona, 13 de juny de 1946 – 10 de novembre de 1991) fou una escriptora en català. Va néixer el 13 de juny de 1946 a Barcelona, en el si d'una família burgesa liberal de la Dreta de l'Eixample. El seu pare, Tomàs Roig i Llop, fou advocat i escriptor.
Des de ben jove va participar en els moviments de protesta d'estudiants que es feien a les darreries del franquisme a Barcelona. A partir del 1971 –any que guanya el premi Víctor Català amb Molta roba i poc sabó... i tan neta que la volen– es dedica professionalment a la literatura. Amb l'obra El temps de les cireres (1977), Roig obté el premi Sant Jordi de novel·la de 1976. L'hora violeta (1980) és la novel·la que culmina el seu posicionament feminista; també destaca L'agulla daurada (premi Nacional de Literatura Catalana de 1985), escrit a partir d'una estada de l'autora a Leningrad.